# Hélène Viazzo
Hélène Viazzo es una deportista francesa que compitió en vela en la clase Laser Radial. Ganó una medalla de bronce en el Campeonato Mundial de Laser Radial de 1999.

## Palmarés internacional
| \| Campeonato Mundial \| Campeonato Mundial \| Campeonato Mundial \| Campeonato Mundial \| \| Año \| Lugar \| Medalla \| Clase \| \| ------------------ \| --------------------- \| ------------------ \| ------------------ \| \| 1999 \| La Rochelle (Francia) \| Medalla de bronce \| Laser Radial \| |                       |                   |              |
| Campeonato Mundial |                       |                   |              |
| Año | Lugar                 | Medalla           | Clase        |
| 1999 | La Rochelle (Francia) | Medalla de bronce | Laser Radial |